# It'z Me
IT'z Me là EP thứ hai của nhóm nhạc nữ Hàn Quốc ITZY, được phát hành vào ngày 9 tháng 3 năm 2020 bởi JYP Entertainment với bài hát chủ đề là "Wannabe". Album gồm ba phiên bản là "IT'z", "ME" và "WANNABE".

## Quảng bá
IT'z ME bắt đầu được quảng bá vào ngày 19 tháng 2 năm 2020 với poster teaser của cả nhóm. Hai poster teaser nữa được đăng tải vào các ngày kế tiếp, 20 và 21 tháng 2. Các poster teaser cá nhân của các thành viên lần lượt được hé lộ mỗi ngày từ ngày 23 đến ngày 27 với thứ tự Yeji, Lia, Ryujin, Chaeryeong và Yuna. Danh sách đĩa nhạc cho album được tiết lộ vào ngày 1 tháng 3 gồm 7 bài hát. Bảy đoạn video nhạc nền ngắn cũng được đăng tải cùng ngày. 

## Danh sách đĩa nhạc
| STT | Nhan đề                                | Phổ lời                                                       | Phổ nhạc                                                                        | Arrangement               | Thời lượng |
| --- | -------------------------------------- | ------------------------------------------------------------- | ------------------------------------------------------------------------------- | ------------------------- | ---------- |
| 1.  | "WANNABE"                              | 별들의전쟁 (GALACTIKA)                                        | 별들의전쟁 (GALACTIKA)                                                          | 별들의전쟁 (GALACTIKA)    |            |
| 2.  | "TING TING TING (with Oliver Heldens)" | 페노메코 (PENOMECO) 이스란 (Lee Seuran) 강은정 (Kang Eunjung) | Warren Okay Felder Janee "Jin Jin" Bennett Oliver Heldens                       | Oak Felder Oliver Heldens |            |
| 3.  | "THAT'S A NO NO"                       | 심은지 (Shim Eunji) KASS                                      | 심은지 (Shim Eunji) KASS Ariowa Irosogie                                        | 심은지 (Shim Eunji) KASS  |            |
| 4.  | "NOBODY LIKE YOU"                      | 유빈 (Yubin) Josh Record Andrew Bullimore                     | 이수민 "collapsedone" Josh Record Andrew Bullimore                              | 이수민 "collapsedone"     |            |
| 5.  | "YOU MAKE ME"                          | 이스란 (Lee Seuran) earattack Miranda Glory Inzunza           | earattack Miranda Glory Inzunza                                                 | earacttack 공도 (Gongdo)  |            |
| 6.  | "I DON'T WANNA DANCE"                  | JQ 정세희 (makeumine works)                                   | Anne Judith Stokke Wik Nermin Harambasic JINBYJIN Seung Eun Oh Andreas Baertels | JINBYJIN                  |            |
| 7.  | "24HRS"                                | 페노메코 (PENOMECO)                                           | SOPHIE Lola Blanc                                                               | SOPHIE                    |            |